# Magnolia emarginata
Magnolia emarginata este o specie de plante din genul Magnolia, familia Magnoliaceae, descrisă de Ignatz Urban și Erik Leonard Ekman. Conform Catalogue of Life specia Magnolia emarginata nu are subspecii cunoscute.